# Ganon
Ganon, in zijn menselijke vorm ook bekend als Ganondorf, is een personage uit Nintendo's The Legend of Zelda-reeks. Hij is de bekendste vijand uit de serie en hij is, in de meeste computerspellen, vaak ook de eindbaas. Ganon kwam het eerst voor in The Legend of Zelda, maar toen was er nog weinig over hem bekend. In latere spellen zoals A Link to the Past werd meer over hem bekend, bijvoorbeeld dat hij een Gerudo is, en kreeg hij een achtergrondverhaal.

## Personage
Ganon is een machtige tovenaar, gespecialiseerd in de krachten van de duisternis. Hij is ook een goed zwaardvechter en hij heeft een hoge intelligentie, waar hij mensen en wezens mee manipuleert. Daarnaast is hij fysiek sterk en gebruikt hij zijn kracht vaak tegen Link.
Ganon komt in de meeste games voor als een vijand met een grote drang naar macht. In het begin werd hij eenvoudigweg neergezet als een vijand die uit was op veel macht. Later werd zijn personage ingewikkelder, zoals in de The Wind Waker. Daar wordt een meer begrijpelijkere reden gegeven voor Ganons vijandigheid: als Gerudo is hij jaloers dat hij en zijn volk moeten zwoegen in de harde woestijn terwijl de Hylians een prinsheerlijk leven in het groene vruchtbare Hyrule hebben.
Ganondorf werd in A Link to the Past als oorspronkelijke naam van Ganon genoemd. In Ocarina of Time had Ganondorf ook die naam, totdat hij aan het einde van de game transformeerde in Ganon. In sommige gevallen wordt zijn menselijk vorm Ganondorf genoemd en zijn varkensachtige vorm Ganon. In andere computerspellen wordt dit constant verwisseld.

## Games met Ganon

### The Legend of Zelda
- The Legend of Zelda (1987, NES)
- Zelda II: The Adventure of Link (1989, NES)
- The Legend of Zelda: A Link to the Past (1992, SNES)
- The Legend of Zelda: Ocarina of Time (1998, N64)
- The Legend of Zelda: Oracle of Ages (2000, GBC)
- The Legend of Zelda: Oracle of Seasons (2000, GBC))
- The Legend of Zelda: The Wind Waker (2003, NGC)
- The Legend of Zelda: Four Swords Adventures (2005, NGC)
- The Legend of Zelda: Phantom Hourglass (2005, NDS)
- The Legend of Zelda: Twilight Princess (2006, NGC/Wii)
- The Legend of Zelda: A Link Between Worlds (2013, 3DS)
- The Legend of Zelda: Breath of the Wild (2017, Switch/Wii U)
- The Legend of Zelda: Tears of the Kingdom (2023, Switch)

### Overig
- Link: The Faces of Evil (1993, Philips CD-i)
- Zelda: The Wand of Gamelon (1993, Philips CD-i)
- Zelda's Adventure (1994, Philips CD-i)
- Super Smash Bros. Melee (2002, GameCube)
- Super Smash Bros. Brawl (2008, Wii)
- Super Smash Bros. for Nintendo 3DS (2014, 3DS)
- Super Smash Bros. for Wii U (2014, Wii U)
- Super Smash Bros. Ultimate (2018, Switch)
- Hyrule Warriors: Age of Calamity (2020, Switch)